# 湯姆的午夜花園
《湯姆的午夜花園》（Tom's Midnight Garden）是英國作家菲利帕·皮亞斯（Philippa Pearce）知名的小朋友故事，這本書令他成為兒童文學的作家。皮亞斯在《湯姆的午夜花園》故事中，創作時間和夢境元素錯綜複雜的奇景，男主角「湯姆」和女主角「海蒂」遇到，還做了好朋友，兩個樂觀面對將來人生。故事受到大眾喜愛。(●'◡'●)
《湯姆的午夜花園》童話小說因為知名度高，所以被拍成電視劇以及電影。
[適讀年齡]: 9歲以上
內容簡介:
湯姆因為弟弟彼得得了麻疹，不得不在暑假一開始就被送到阿姨家住。湯姆在阿姨家鬱悶極了，因為阿姨家是公寓，不像他們家有個後花園。
到了晚上，湯姆躺在床上睡不著，聽著樓下大廳裡老房東太太的老爺時鐘滴答滴答的走著，那座鐘經常不準，湯姆數著老爺鐘的鐘響，一、二、三……十二，沒想到老爺鐘又多響了一下，再怎麼不準的老爺鐘也不該有第十三下吧？湯姆好奇的下樓查看，發現了那個原本應該放著垃圾桶和雜物的走道竟然變成了一座大花園……
湯姆在花園裡遇見了莫柏納一家人和寄住在這裡的小女孩海蒂，奇怪的是所有的人都看不到他，只有小動物、海蒂以及園丁亞伯看得到他、聽得到他。湯姆和海蒂成了好朋友，他們一起玩耍、蓋樹屋、溜冰，兩人非常友愛，但都以為對方是鬼。
花園裡的時間似乎過得特別快，湯姆每次見到海蒂，總覺得她長大不少；湯姆的暑假還沒過完，海蒂已經是個少女。隨著海蒂的成長，他們見面的機會愈來愈少，就在湯姆要回自己家的前一天晚上，因見不到海蒂而傷心的哭喊，無意中驚動了頂樓的房東老太太，湯姆怯怯的上去向她道歉，兩人相談後，終於解開鐘聲十三響的祕密……